# 다이호아
다이호아(베트남어: Đại Hòa / 大和 대화 / 1443년 ~ 1453년)는 후 레 왕조(後黎朝) 인종(仁宗) 레방꺼(黎邦基)의 첫번째 연호이다. 《흠정월사통감강목》(欽定越史通鑑綱目) 등에는 타이호아(베트남어: Thái Hòa / 太和 태화)로 기록되어 있으며, 《명사》(明史) 안남전(安南傳) 등에는 다이러이(베트남어: Đại Lợi / 大利 대리)로 기록되어 있다.

## 개원
- 다이바오(大寶) 3년 8월 12일[1](율리우스력 1442년 9월 15일)에 연호를 다이호아(大和)로 정하고, 다음 해 1월 1일[2](율리우스력 1443년 1월 31일)에 개원함.[3][4]

- 다이호아(大和) 11년 11월 21일[5](율리우스력 1453년 12월 20일)에 연호를 지엔닌(延寧)으로 정하고, 다음 해 1월 1일[6](율리우스력 1454년 1월 29일)에 개원함.[3][4]

## 연대 대조표
| 다이호아 | 서기(西紀) | 간지(干支) | 명나라 연호     |
| 원년     | 1443년     | 계해(癸亥) | 정통(正統) 8년  |
| 2년      | 1444년     | 갑자(甲子) | 정통 9년        |
| 3년      | 1445년     | 을축(乙丑) | 정통 10년       |
| 4년      | 1446년     | 병인(丙寅) | 정통 11년       |
| 5년      | 1447년     | 정묘(丁卯) | 정통 12년       |
| 6년      | 1448년     | 무진(戊辰) | 정통 13년       |
| 7년      | 1449년     | 기사(己巳) | 정통 14년       |
| 8년      | 1450년     | 경오(庚午) | 경태(景泰) 원년 |
| 9년      | 1451년     | 신미(辛未) | 경태 2년        |
| 10년     | 1452년     | 임신(壬申) | 경태 3년        |
| 다이호아 | 서기(西紀) | 간지(干支) | 명나라 연호     |
| 11년     | 1453년     | 계유(癸酉) | 경태(景泰) 4년  |

## 동시대 연호

### 중국
명(明)
- 정통(正統) (1436년 ~ 1449년)
- 경태(景泰) (1450년 ~ 1457년)

중국(기타)
- 진감호(陳鑑胡) 태정(泰定) (1448년 ~ 1449년)
- 황소양(黃蕭養) 동양(東陽) (1449년 ~ 1450년)
- 주휘잡(朱徽煠) 현원(玄元) (1451년 ~ 1452년)

### 몽골
- 오이라트 에센(衛拉特 也先) 첨원(添元) (1453년 ~ 1457년?)

### 일본
- 가키쓰(嘉吉) (1441년 ~ 1444년)
- 분안(文安) (1444년 ~ 1449년)
- 호토쿠(寶德) (1449년 ~ 1452년)
- 교토쿠(享德) (1452년 ~ 1455년)

## 같이 보기
- 다른 왕조의 같은 연호
  - 당(唐) 대화(大和, 827년 ~ 835년)
  - 양오(楊吳) 대화(大和, 929년 ~ 935년)

- 베트남의 연호